# Karabin FN F2000
FN F2000 – belgijski karabinek szturmowy firmy Fabrique Nationale (FN).

## Historia konstrukcji
System indywidualnej broni strzeleckiej F2000 powstał na przełomie XX i XXI wieku w firmie Fabrique Nationale. Został on po raz pierwszy zaprezentowany na targach IDEX 2001 w Zjednoczonych Emiratach Arabskich. Jest to broń modułowa, zbudowana w układzie bullpup. Podstawowym modułem jest karabinek kal. 5,56 mm. Nowym oryginalnym, opatentowanym rozwiązaniem jest usuwanie łusek z komory zamkowej nie bezpośrednio przez okno wyrzutowe, ale do specjalnego kanału biegnącego wzdłuż prawej strony lufy. Dopiero po wystrzeleniu 4-5 pocisków pierwsza łuska wypada przez okno wyrzutowe umieszczone w pobliżu przedniego końca łoża. Takie rozwiązanie sprawia, że jest to pierwszy karabinek w układzie bullpup, który bez uprzedniej zmiany kierunku wyrzutu łusek, jest równie łatwy w prowadzeniu ognia dla strzelców prawo- i leworęcznych (z prawego i lewego ramienia).
F2000 jest bronią modułową. Do właściwego karabinku można dołączyć od dołu:
- łoże
- łoże z integralnym celownikiem laserowym
- łoże z integralnym oświetleniem taktycznym (silną latarką)
- łoże z dwójnogiem
- granatnik FN LG-41 kalibru 40 mm.
- miotacz FN XM303 (rodzaj markera paintballowego miotającego pociski z gazem łzawiącym, farbą lub gumowych).

Na umieszczonej na wierzchu komory zamkowej szynie Picatinny można umieścić:
- celownik optyczny 1,5x
- system kierowania ogniem FCS (celownik optyczny połączony z dalmierzem laserowym i komputerem balistycznym, w przyszłości FCS ma także kontrolować szybkostrzelność broni i długość serii, w zależności od odległości od celu)

W 2004 roku niewielka liczba karabinów F2000 została zakupiona przez armię belgijską. W następnych latach FN F2000 był testowany przez armie kilku krajów, ale długo nie udawało się sprzedać większej liczby tych karabinów. W lipcu 2006 roku ministerstwo obrony Słowenii podjęło decyzję o zakupie 6500 karabinów F2000 i 250 granatników FN LG1 stając się w ten sposób największym odbiorcą tej broni. W armii Słowenii F2000 zastąpią karabiny Zastava M70B (jeden z klonów sowieckiego AKM). Karabiny słoweńskie zostaną wyposażone w nowy typ wspornika z szyną montażową Picatinny. Jako standardowy celownik wybrano szwedzki celownik kolimatorowy firmy Aimpoint.
Niewielka liczba F2000 znajduje się także na uzbrojeniu oddziałów specjalnych armii Belgii (GVP/GSR), Peru (Fuerzas Especiales), Pakistanu, Chile, Chorwacji, Indii, a także Arabii Saudyjskiej (Gwardia Narodowa). Libia w 2008 zakupiła 400 karabinków F2000 (ostatecznie otrzymała 367 sztuk). W 2012 libijscy rebelianci przechwycili niewielkie ilości tej broni. Także jednostka specjalna GROM ma w swoim arsenale małą liczbę karabinków F2000 Tactical.

## Opis konstrukcji
Karabin F2000 jest indywidualną bronią samoczynno-samopowtarzalną. Zasada działania oparta jest na wykorzystaniu energii gazów prochowych odprowadzanych przez boczny otwór lufy. Ryglowanie przez obrót zamka. Mechanizm spustowy umożliwia strzelanie ogniem pojedynczym, seriami trójstrzałowymi i ogniem ciągłym. Przełącznik rodzaju ognia (pełniący także funkcję bezpiecznika) ma postać tarczki umieszczonej poziomo pod spustem. Zasilanie z dwurzędowych magazynków łukowych o pojemności 30 naboi (standardowe magazynki do karabinu M16 (zgodnych ze STANAG 4179)). Celownik optyczny o powiększeniu 1,5x. Na górnej części celownika optycznego odlane są proste przyrządy celownicze składające się z muszki i szczerbinki, używane w sytuacjach awaryjnych.

## Użytkownicy
- Belgia: oddziały specjalne
- Indie
- Pakistan: ograniczone zastosowanie w siłach zbrojnych
- Peru: oddziały specjalne
- Arabia Saudyjska: Gwardia Narodowa
- Słowenia: siły zbrojne
- Polska: Jednostka Wojskowa GROM